# Nemum raynalii
Nemum raynalii är en halvgräsart som beskrevs av Sheila Spenser Hooper, Larridon och Paul Goetghebeur. Nemum raynalii ingår i släktet Nemum och familjen halvgräs. Inga underarter finns listade i Catalogue of Life.